# Мишел Макги
Мишел Макги (енгл. Michelle McGee; Сан Дијего, 23. децембар 1986) је амерички је тату модел, стриптизета и глумица у порнографским филмовима. Иако је каријеру започела пре десет година, постала је позната објавивши листу „Ин тач викли“ (In Touch Weekly) да је у вишемесечној вези са Џесијем Џејмсом, који је тада био у браку са Сандром Булок. То се десило крајем марта, свега неколико дана пошто је Булокова добила Оскар за најбољу главну глумицу. Популарна глумица је поднела захтев за развод брака, а стриптизета је остала у вези са Џејмсом.